# Bahnstrecke Feucht–Altdorf
| |                      |                                       |                                       |
| Streckennummer (DB): | 5933                 |                                       |                                       |
| Kursbuchstrecke (DB): | 890.3                |                                       |                                       |
| Streckenlänge: | 11,626 km            |                                       |                                       |
| Spurweite: | 1435 mm (Normalspur) |                                       |                                       |
| Stromsystem: | 15 kV, 16,7 Hz ~     |                                       |                                       |
| Maximale Neigung: | 16.7 ‰               |                                       |                                       |
| Minimaler Radius: | 450 m                |                                       |                                       |
| Streckengeschwindigkeit: | 100 km/h             |                                       |                                       |
| Zugbeeinflussung: | PZB                  |                                       |                                       |
| |                      |                                       |                                       |
| \| \| \| von Nürnberg Hbf (S-Bahn) \| \| \| \| \| von Nürnberg Hbf (Fernbahn) \| \| \| \| \| von Wendelstein \| \| \| \| 0,000 \| Feucht \| 368 m \| \| \| 0,233 \| nach Regensburg Hbf \| nach Regensburg Hbf \| \| \| \| Industrieanschluss \| \| \| \| 4,335 \| Feucht-Moosbach (seit 1992) \| 384 m \| \| \| 4,900 \| Hahnhof (bis 1988) \| Hahnhof (bis 1988) \| \| \| 7,628 \| Winkelhaid (ehem. Bf) \| 429 m \| \| \| \| Bundesautobahn 3 \| \| \| \| 9,342 \| Ludersheim \| Ludersheim \| \| \| \| Anst Umspannwerk Ludersheim \| \| \| \| 10,640 \| Altdorf (b Nürnberg) West (seit 1992) \| Altdorf (b Nürnberg) West (seit 1992) \| \| \| 11,626 \| Altdorf (b Nürnberg) \| 440 m \| \| \| \| \| \| \| Quellen: [1][2] \| \| \| \| |                      |                                       |                                       |
| Strecke |                      | von Nürnberg Hbf (S-Bahn)             | von Nürnberg Hbf (S-Bahn)             |
| Abzweig geradeaus und von rechts |                      | von Nürnberg Hbf (Fernbahn)           | von Nürnberg Hbf (Fernbahn)           |
| Abzweig geradeaus und ehemals von rechts |                      | von Wendelstein                       | von Wendelstein                       |
| Bahnhof | 0,000                | Feucht                                | 368 m                                 |
| Abzweig geradeaus und nach rechts | 0,233                | nach Regensburg Hbf                   | nach Regensburg Hbf                   |
| Abzweig geradeaus und nach rechts |                      | Industrieanschluss                    | Industrieanschluss                    |
| Haltepunkt / Haltestelle | 4,335                | Feucht-Moosbach (seit 1992)           | 384 m                                 |
| ehemaliger Haltepunkt / Haltestelle | 4,900                | Hahnhof (bis 1988)                    | Hahnhof (bis 1988)                    |
| Haltepunkt / Haltestelle | 7,628                | Winkelhaid (ehem. Bf)                 | 429 m                                 |
| Strecke mit Straßenbrücke |                      | Bundesautobahn 3                      | Bundesautobahn 3                      |
| Bahnhof | 9,342                | Ludersheim                            | Ludersheim                            |
| Abzweig geradeaus und von links |                      | Anst Umspannwerk Ludersheim           | Anst Umspannwerk Ludersheim           |
| Haltepunkt / Haltestelle | 10,640               | Altdorf (b Nürnberg) West (seit 1992) | Altdorf (b Nürnberg) West (seit 1992) |
| Kopfbahnhof Streckenende | 11,626               | Altdorf (b Nürnberg)                  | 440 m                                 |
| |                      |                                       |                                       |
| Quellen: |                      |                                       |                                       |

Die Bahnstrecke Feucht–Altdorf ist eine Hauptbahn (bis 1992 Nebenbahn) in Bayern. Sie zweigt im Bahnhof Feucht von der Bahnstrecke Nürnberg–Regensburg ab und verläuft in Mittelfranken durch den Lorenzer Reichswald nach Altdorf bei Nürnberg.

## Geschichte
Die Strecke stand schon vor ihrer Eröffnung in Zusammenhang mit der Strecke von Nürnberg nach Regensburg. So gab es bereits 1836 Planungen die Ludwigseisenbahn über Feucht und Altdorf sowie durch das Lauterach-, Vils- und Naabtal nach Regensburg zu verlängern. Die Pläne wurden allerdings wegen des von König Ludwig I. favorisierten Ludwig-Donau-Main-Kanals nicht realisiert, da die Bahnstrecke als Konkurrenz zum Kanal aufgefasst wurde. Erst mit dem Gesetz zum Bau von Vizinalbahnen vom 29. April 1869 war die Voraussetzung zum Anschluss Altdorfs an die Hauptbahn Nürnberg–Regensburg in Feucht gegeben.
Die Bauarbeiten begannen im November 1877. Eröffnet wurde die Strecke schließlich am 15. Oktober 1878 durch die Königlich Bayerischen Staatseisenbahnen (K.Bay.Sts.B.).
Die 11,7 km lange Strecke wurde mit einer maximalen Längsneigung von 1:60 und einem Mindestbogenradius von 450 m errichtet. Es wurden bis zu 10,7 m hohe Dämme und bis zu 5,5 m tiefe Einschnitte errichtet. Die Baukosten lagen bei 1,14 Mio. Mark.
Im Zuge der im Mai 1950 begonnenen Elektrifizierungsarbeiten auf der Hauptstrecke Nürnberg–Regensburg wurde von Seiten der Stadt Altdorf eine Elektrifizierung der Nebenstrecke gefordert. Die Bemühungen hatten Erfolg, so dass am 2. September 1952 der erste Elektrotriebwagen auf der Strecke verkehrte.

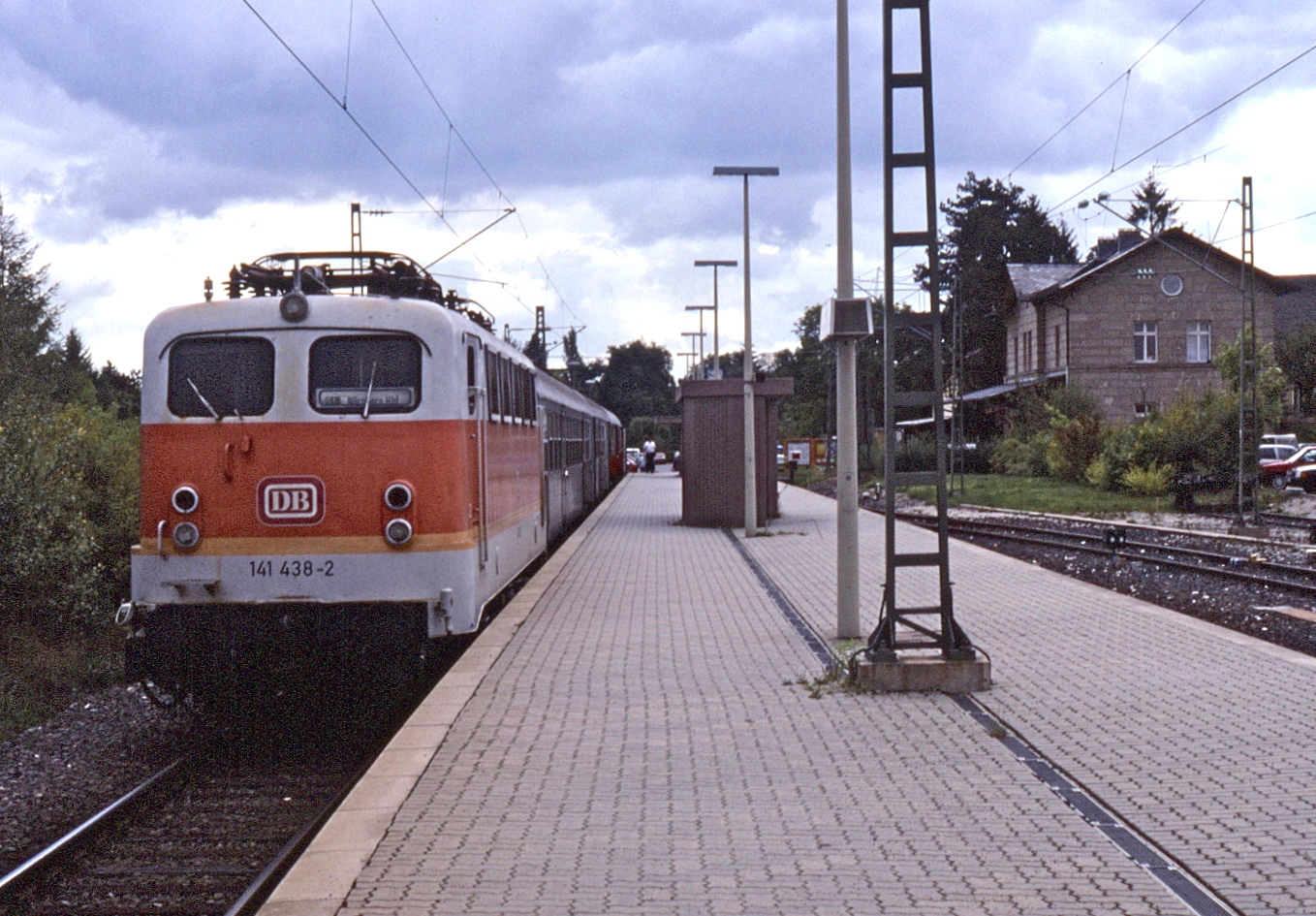
Nahverkehrszug nach Nürnberg Hbf in Altdorf (b Nürnberg) (1991)

Die S-Bahn-Linie zwischen Nürnberg und Altdorf war ein Gegenstand des im November 1981 unterzeichneten ersten Vertrages über den Bau und die Finanzierung der S-Bahn Nürnberg. Diesem waren langjährige Planungen und Verhandlungen vorausgegangen. Da sich kurz darauf zeigte, dass die Diskussionen um die Fernbahn-Ersatzstrecke zwischen Nürnberg-Fischbach und Roth wesentlichen Einfluss auf die Linien zwischen Nürnberg und Altdorf sowie Roth haben würden, konzentrierte sich die Planung zunächst auf die Abschnitte zwischen Nürnberg und Lauf sowie Feucht und Altdorf. 1984 wurde mit Vorwegmaßnahmen begonnen, ehe am 15. Juni 1988 die eigentlichen Umbauarbeiten begannen, die mit Eröffnung der Strecke für den S-Bahn-Verkehr am 22. November 1992 abgeschlossen waren. Die Kosten für den Bau der gesamten S2 betrugen 587 Millionen D-Mark (300,13 Millionen Euro).
Die Bauarbeiten umfassten die Ertüchtigung des Oberbaus und die Beseitigung zahlreicher Bahnübergänge zur Steigerung der Streckenhöchstgeschwindigkeit von 60 auf 100 km/h und die Sanierung des Unterbaus. Dabei wurde die Nebenbahn zur Hauptbahn hochgestuft. Die Bahnsteige der bestehenden Unterwegshalte wurden auf S-Bahn-Standard mit 145 m langen und 96 cm hohen Bahnsteigen gebracht. Der Haltepunkt Moosbach (vormals Hahnhof) wurde 600 m Richtung Feucht verlegt und in Feucht-Moosbach umbenannt, um den gleichnamigen Feuchter Ortsteil besser erschließen zu können. Neu eingerichtet wurde der Haltepunkt Altdorf West zur Erschließung eines Wohn- und Gewerbegebietes am Westrand Altdorfs, einschließlich zweier Schulen. Der Zugkreuzungspunkt wurde vom Bahnhof Winkelhaid, dessen Überholgleis ausgebaut wurde, zum Haltepunkt Ludersheim verlegt, der dadurch zum Bahnhof aufgestuft wurde. Der Endbahnhof Altdorf wurde völlig umgestaltet und mit einem Mittelbahnsteig für nur noch zwei Gleise ausgerüstet. Das Umfahrgleis wurde abgebaut, die Weichenharfe am Streckenende ebenso; auf der freigewordenen Fläche wurde ein P+R-Parkplatz angelegt.
Zwischenzeitlich war, 1986, der Nachweis gelungen, dass ein Einrichtung eines S-Bahn-Betriebs zwischen Nürnberg und Altdorf auch ohne noch ausstehende Entscheidungen zur großräumigen Linienführung der Schnellfahrstrecke Nürnberg–München möglich ist.
Im Dezember 2021 wurde die Planung zur Bahnsteigabsenkung bzw. Gleisanhebung von 21 Stationen entlang der Linie S2 (Roth–Nürnberg–Altdorf) ausgeschrieben. Am 31. Juli 2023 begannen die Bauarbeiten an den Verkehrsstationen Feucht, Feucht-Moosbach, Winkelhaid, Ludersheim, Altdorf West und Altdorf. Die Bahnsteighöhen wurden dabei von 96 cm auf 76 cm abgesenkt, sodass ein barrierefreier Einstieg möglich ist. Dafür wurden in Feucht, Winkelhaid und Ludersheim die Bahnsteige neugebaut; in Feucht-Moosbach, Altdorf West und Altdorf dagegen das Gleisbett um 20 cm angehoben, um die Regelbahnsteighöhe von 76 cm zu erreichen. Die Bauarbeiten wurden zum 10. September 2023 abgeschlossen.
Der Güterverkehr war stets von untergeordneter Bedeutung und endete in Altdorf 1992. Auf einem Teil der Strecke fand auch nach 2015 noch gelegentlicher Güterverkehr statt. Je nach Bedarf wird dienstags und donnerstags der Industrieanschluss im Industriegebiet Feucht in den späten Abendstunden mit der Baureihe 294 bedient.
Zwischen 19. August und 10. September 2018 wurden der Oberbau zwischen Feucht und Ludersheim erneuert. Insgesamt wurden 3,5 Mio. Euro investiert.

## Fahrzeugeinsatz

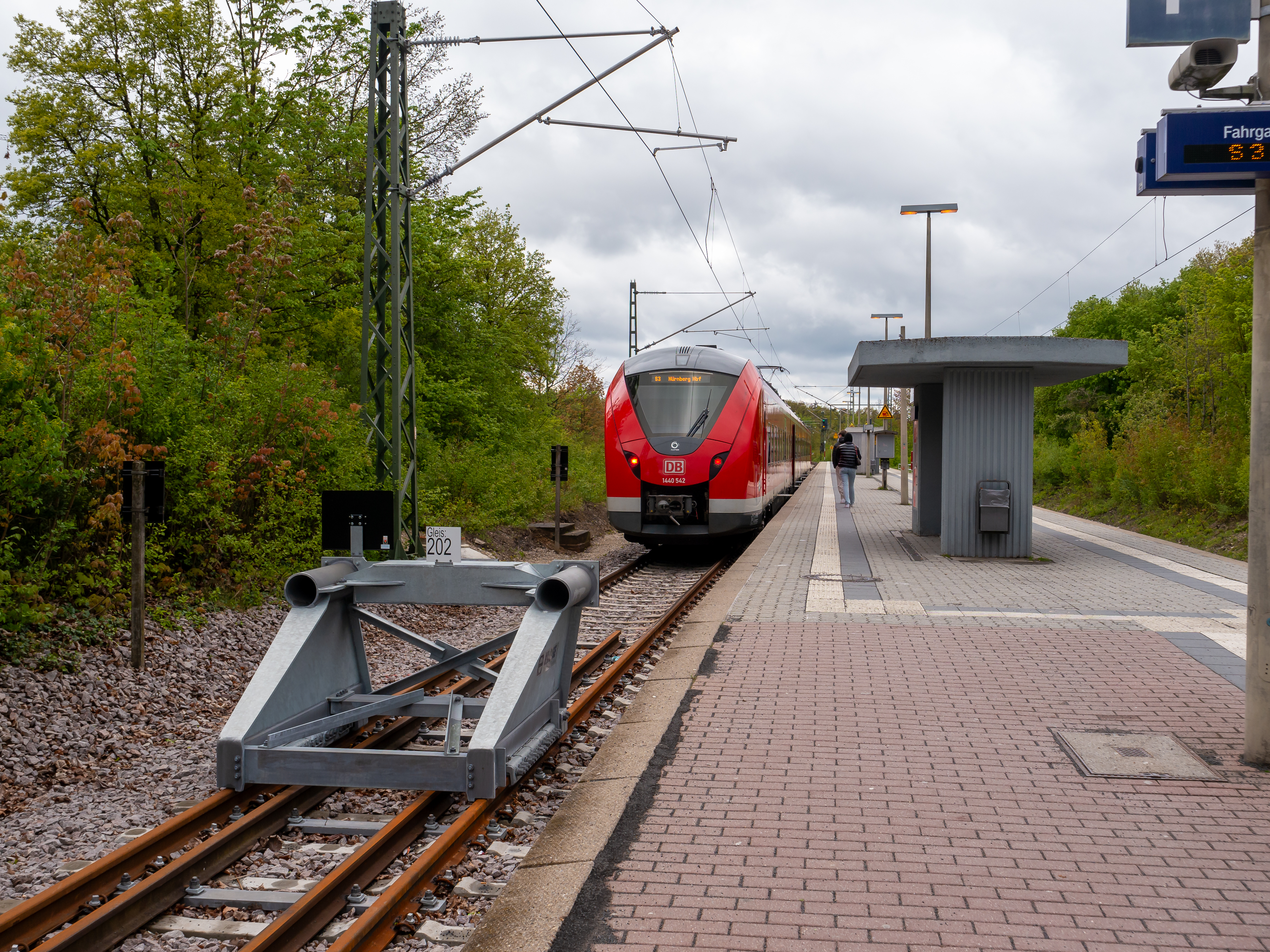
DB-Baureihe 1440 (Altdorf, 2024)

Ab der Elektrifizierung im Jahr 1952 bis 1959 kamen auf der Strecke die vom schlesischen Netz stammenden elektrischen Triebzüge der Baureihe ET 87 zum Einsatz. Danach fuhren die ebenfalls vom schlesischen Netz stammenden Triebwagen der Baureihe ET 32 (432). Wegen des seinerzeitigen Mangels elektrischer Lokomotiven fuhren lokomotivgeführte Züge zeitweise (bis Anfang der 1960er) mit Tenderdampfloks der Baureihe 86, vereinzelt auch der Baureihe 64. Später kamen die E-Lok-Baureihen E 44 (144) und die Nachkriegs-Einheitsloks der Baureihen E 41 (141) und E 40 (140) zum Einsatz, vorwiegend mit 4-achsigen Umbauwagen (4yg) und Vorkriegs-Eilzugwagen (Bauart 36/37). Bis Anfang der 1970er Jahre wurden die Lokomotiven in Altdorf für die Rückfahrt nach Nürnberg Hbf über ein Umfahrgleis an das Zugende umgesetzt. Die Wagenzüge fuhren bis Nürnberg Hbf durch (ab Feucht auf der Hauptstrecke Regensburg-Nürnberg); es gab auch mehrmals täglich Durchläufe über Nürnberg Hbf hinaus, bis Erlangen, vereinzelt sogar bis Bamberg, oder auf der Strecke Nürnberg-Würzburg bis Neustadt/Aisch Bf. Mitte der 1970er Jahre kamen kurzzeitig auch aus dem Ruhrgebiet abgezogene Nahverkehrstriebwanen der Baureihe 430  (ET 30. „Eierköpfe“) zum Einsatz. Ab Mitte der 1980er Jahre fuhren nur noch lokomotivbespannte Wendezüge mit den Baureihen 141 und drei, meist vier n-Wagen („Silberlinge“). 
Mit der Eröffnung des S-Bahn-Betriebs im November 1992 (Linie S2) wurde der Takt erheblich verdichtet und die n-Wagen durch x-Wagen (aus dem Ruhrgebiet abgezogen) ersetzt. Es kamen weiterhin Lokomotiven der Baureihe 141, umlackiert in der ursprünglichen Nürnberger S-Bahn-Farbgebung (orange/kieselgrau), sowie von der Deutschen Reichsbahn übernommene Lokomotiven der Baureihe 143 zum Einsatz, später ausschließlich mit dieser Baureihe. Bis 2020 verkehrte die S2 mit diesen Wagenzügen (ab 2000 dann in verkehrsrot).
Ab 2020 wurde die Strecke mit Triebzügen der Baureihe 442 befahren, seit dem Fahrplanwechsel im Dezember 2023 kommen  Triebzüge der Baureihe 1440 zum Einsatz.